# Michał Jabłoński (profesor)
Michał Jabłoński (ur. 1 grudnia 1920 w Lublinie; zm. 17 maja 2008 w Łodzi) – polski elektryk, naukowiec, konstruktor, profesor nauk technicznych, doktor honoris causa Politechniki Łódzkiej, członek honorowy Stowarzyszenia Elektryków Polskich oraz członek założyciel i wieloletni Przewodniczący Oddziału Łódzkiego Polskiego Towarzystwa Elektrotechniki Teoretycznej i Stosowanej, Komitetu Elektrotechniki Polskiej Akademii Nauk i Sekcji Maszyn Elektrycznych i Transformatorów.

## Życiorys
Ukończył warszawskie IV Humanistyczne Gimnazjum i Liceum im. A. Mickiewicza. Po maturze, w 1938 roku, został powołany do wojska z przydziałem do Szkoły Podchorążych Łączności w Zegrzu (kompania rezerwy łączności piechoty). Nagrodzony honorową szablą. We wrześniu 1939 roku Jabłoński, jako podchorąży rezerwy w 36 pułku piechoty im. Legii Akademickiej (Armia „Łódź”), brał udział w walkach w Wieluniu i Modlinie. Wzięty do niewoli, osadzony w obozie jeńców w Działdowie. Zaangażował się w działalność konspiracyjną w Szarych Szeregach w czasie okupacji niemieckiej. Jednocześnie podjął studia w Państwowej Wyższej Szkole Technicznej w Warszawie. W czasie powstania warszawskiego zapewniał łączność na Pradze, działając pod pseudonimem „Zygmunt”.
W czerwcu 1945 roku przeprowadził się do Łodzi, gdzie kontynuował studia i rozpoczął pracę w nowo powstającej Politechnice Łódzkiej. Objął stanowisko młodszego asystenta w Katedrze Miernictwa Elektrycznego na Wydziale Elektrycznym. W 1946 roku jako student odbył praktykę w Elektrobudowie – Wytwórni Maszyn Elektrycznych w Łodzi, z fabryką tą współpracował także w dalszych latach. Został prezesem Studenckiego Koła Elektryków, udzielał się w duszpasterstwie akademickim przy kościele O.O. Jezuitów.
W 1947 roku uzyskał tytuł magistra inżyniera na Wydziale Elektrycznym Politechniki Łódzkiej. W roku akademickim 1946/47 został zatrudniony w Katedrze Maszyn Elektrycznych i Transformatorów (z biegiem lat przekształconej w Instytut, obecnie Instytut Mechatroniki i Systemów Informatycznych), gdzie pracował aż do emerytury. W latach 1948–51 podjął dodatkowo pracę w Fabryce Transformatorów M.3 w Łodzi jako samodzielny konstruktor i szef działu remontów, zorganizował tam także grupę laboratoryjno-badawczą. W 1954 roku uzyskał stopień doktora. Brał udział w budowie i projektowaniu oraz dokonywał odbioru i wdrożenia stacji prób, maszynowni i innych laboratoriów w nowo powstałej fabryce Transformatorów Elta. Powoływany był jako ekspert do rozwiązywania trudnych problemów m.in. w Fabryce Transformatorów EMIT w Żychlinie, Fabryce Elektrod Węglowych w Raciborzu czy Hucie Warszawa.
W roku akademickim 1959/60 wyjechał do USA jako stypendysta Uniwersytetu Cornell, a następnie stażysta Fabryki Transformatorów Westinghouse w Sharon. Powrócił do kraju w 1963 roku i uzyskał stopień naukowy doktora habilitowanego. W latach 1966–1972 był kierownikiem Studium Doktoranckiego przy Wydziale Elektrycznym. W 1968 roku uzyskał stopień profesora nadzwyczajnego, w 1977 roku – profesora zwyczajnego. W latach 1969–77 pełnił funkcję pełnomocnika Rektora PŁ do spraw współpracy z Uniwersytetem w Strathclyde w Szkocji. W 1977 roku wyjechał do Sri Lanki jako ekspert UNESCO. Wykładał na Uniwersytecie Technicznym Moratuwa w Colombo.
W latach 80. zmarła jego żona, ożenił się ponownie w 1982 roku z Małgorzatą Golicką, etnografem, tłumaczką i reporterką. Wspólnie z nią napisał książkę „Wyspa sercu podobna” (1985) i przetłumaczył z języka francuskiego „Siostrę Emanuelę” Paula Dreyfusa (1991). W 1992 roku miesięcznik „Kalejdoskop” nadał mu tytuł i godność Profesora Tutki.
W roku akademickim 1983/84 wyjechał do Egiptu na Uniwersytet w Al-Mansurze, w kolejnych latach nawiązał współpracę w uczelniami w Lyonie, Lille i Bethune. Na Politechnice Łódzkiej pełnił funkcję Prodziekana Wydziału Elektrycznego do Spraw Studenckich i opiekuna uczelnianego Akademickiego Związku Sportowego. Od 1992 roku był na emeryturze, ale wciąż brał czynny udział w życiu towarzystw naukowych i naukowo-technicznych. Prowadził zajęcia na Studium Pedagogicznym i na Wydziale Studiów Międzynarodowych w Politechnice Łódzkiej. Do końca życia nie zaprzestał działalności naukowej – w lipcu 2007 roku obliczył i wykonał wstępny projekt dławika kompensacyjnego dla stacji prób fabryki ABB w Łodzi, a w listopadzie wygłosił referat „Transformator – spojrzenie z lotu ptaka”. Zmarł 17 maja 2008 roku w Łodzi, po długiej chorobie.
W pracy naukowej koncentrował się na zagadnieniach związanych z transformatorami specjalnymi i przekształtnikami. Jego dorobek piśmienniczy liczy ponad 90 pozycji i obejmuje m.in. książkę „Badanie transformatorów w przemyśle i eksploatacji”  oraz publikacje na temat transformatorów, dławików i układów przekształtnikowych. Wypromował 11 doktorów nauk technicznych. Za działalność naukową i dydaktyczną otrzymał Nagrodę Miasta Łodzi. Odznaczony m.in. Krzyżem Walecznych (Modlin 1939) i Krzyżem Oficerskim Orderu Odrodzenia Polski. Doktor honoris causa Politechniki Łódzkiej (2002).